# Arnö herrgård
Arnö herrgård är ett gods i Sankt Nicolai socken i Nyköpings kommun, Södermanlands län. Gården ligger cirka två kilometer söder om Nyköping

## Historik
När Arnö kan räknas som gods är osäkert. På 1200-talet såldes en tredjedel av "bryteängen" i Arnö, in prato brytiæ Arnedhe, av Magnus Johansson (Ängel) till Kettilvast i Nyköping. År 1366 upplät Jakob Vites arvingar Torsten Nilsson all den jord i Arnö och Bene som testamenterades till Torsten och hans morbror Torsten Jakobsson. 1381 tilldöms på räfsteting Esbjörn Kristiernsson Djäkn häften av alla torp och torpställen som ligger under Arnö. Esbjörn hade kärat efter som han ägde halva byn Arnö "uppå skogen" men hade undanhållits sin andel av de underliggande avgärdatorpen trots att kung Magnus Eriksson hade dömt såväl bolbyn som torpen och andra utägor till "jämnskifte". År 1387 sålde Torsten Unge, rådman i Nyköping, 9 penningland i Arnö till Esbjörn Kristernsson, och han fick senare samma år fasta på köpet. 1385 bytte Bo Jonsson (Grip) till sig 9 penningland i Arnö och fyra underliggande torp som är Lumsätter samt de nu försvunna "Grønberga", "Syasæter" och "Tiærukarlsthorp" av Jakob Olofsson i Djäkn och dennes hustru Ingeborg Magnusdotter. År 1453 testamenterade Ingeborg Gregersdotter (Aspenäsätten), änka efter Mats Ödgislesson (Lillie) sitt lantgods Arnö till Nyköpings konvent. Det har tidigare uppgets att det var hela Arnö, men i ett dokument från året därpå förtydligas att det handlar om annangården i Arnö som hon har köpt av Staffan Ulfsson (Ulv). Från klostret återgår ägorna senare i frälsehand, under 1500-talet tillhör den ena gården Kristiern Larsson (Sjöblad av Flättna). Den ärvs 1553 av hans änka Anna Pedersdotter (Gladhemsätten) och tillhör senare sonen Peder Kristersson Siöblad. Det andra mantalet tillhörde Nils Ryning.
Ture Eriksson Sparre gjorde sig 1642 till ägare av hela Arnö med en rad underlydande gårdar och lät inrätta det till säteri. Efter hans död gick gården i arv till hans svågers änka Anna Jespersdotter Cruus af Edeby och därefter till dennas styvdotter Beata Åkesdotter Natt och Dag, gift Sparre. År 1698 såldes gården till brukspatronen Isak de Besche, men från denne övertogs den redan året därpå av överstelöjtnanten friherre Magnus Fleming af Liebelitz, vars änka Vendla Stålarm sedan innehade Arnö till sin död år 1736. 
År 1736 hade gården övergått till Ulrika Juliana von Berchner, död år 1774 och änka efter generalmajoren friherre Carl Siöblad. Hon gjorde år 1769 Arnö till fideikommiss för sin dotterson ryttmästaren Fredric Ulric Sparre af Rossvik. I dennes släkt har fideikommisset sedan gått fram till år 1967, då Margareta Sparre af Rossvik sålde gården, varvid försäljningssumman avsattes till fideikommisskapital. Det mesta av gården köptes av Nyköpings stad och angränsande kommuner; endast två hemman fann köpare på längre håll. Margareta Sparre, som avled 1978, återköpte emellertid 1976 herrgården och parken.
Nuvarande herrgårdsbyggnad är uppförd 1863 och renoverades 1922.